# Африкански палмов бързолет
Африканският палмов бързолет (Cypsiurus parvus) е вид птица от семейство Бързолетови (Apodidae).

## Разпространение и местообитание
Разпространен е в Ангола, Бенин, Ботсвана, Буркина Фасо, Бурунди, Габон, Гамбия, Гана, Гвинея, Гвинея-Бисау, Екваториална Гвинея, Еритрея, Етиопия, Замбия, Зимбабве, Йемен, Камерун, Кения, Коморските острови, Република Конго, Демократична република Конго, Кот д'Ивоар, Либерия, Мавритания, Мадагаскар, Майот, Малави, Мали, Мозамбик, Намибия, Нигер, Нигерия, Руанда, Сао Томе и Принсипи, Саудитска Арабия, Свазиленд, Сенегал, Сиера Леоне, Сомалия, Судан, Танзания, Того, Уганда, Централноафриканската република, Чад, Южен Судан и Южна Африка.